# Quilenda
Quilenda – miasto w Angoli, w prowincji Huíla.